# Estação Arqueológica de Santa Marta das Cortiças
A Estação Arqueológica de Santa Marta das Cortiças localiza-se no alto do monte da Falperra (522 m), a 3 km de Braga, na freguesia de Esporões, concelho de Braga, em Portugal. Ela é constituída por importantes vestígios de várias épocas, um castro, uma basílica paleocristã, um palácio suevo e um castelo medieval. Além duma capela, mandada construir por D. Diogo de Sousa, em 1520. Ela encontra-se classificada como Imóvel de Interesse Público desde 20 de outubro de 1955.

## Castro
É um castro de pequenas casas circulares, fortificado com 3 muralhas erguidas com pedras de grande dimensões, habitado desde da Idade do Bronze final até, pelo menos, a época romana.

## Ruínas com função desconhecida
Ao pê do atual monumento de Nossa Senhora da Assunção, foram encontrados fundações de vários murros que formam um labirinto de leitura complexa. A função desses vestígios é desconhecida, poderá tratar-se duma habitação, com muita reserva.

## Palácio suevo e basílica paleocristã
As escavações de 1953-54 descobriram uma basílica, orientada este-oeste, de três naves (nave central de 7,2 metros de largura e as naves laterais 3,5 metros), retangular no exterior de 16 metros de largura e 25 metros de comprimento, mas comportando uma abside semicircular (do lado este), inscrita, ou seja no seu interior. Erguida talvez entre os séculos V e VI d. C., ela apresenta um modelo construtivo característico da Síria que se expandiu para a África do Norte e a Península Ibérica, como os exemplares de Vega del Mar (San Pedro de Alcántara, Marbella, Málaga) ou de Torre de Palma (Monforte) em Portugal.
| “ | Esta basílica bracarense é, no momento, a melhor igreja paleocristã do norte de Portugal, uma das maiores da Península, e uma das mais cuidadosamente escavadas e o seu estado de conservação, apesar de situar-se mesmo na crista do monte de Santa Marta, permite inclui-la na dos tipos dos primeiros séculos do Cristianismo. | ” |
|   | — Arqueólogo Russell Cortez. . |   |

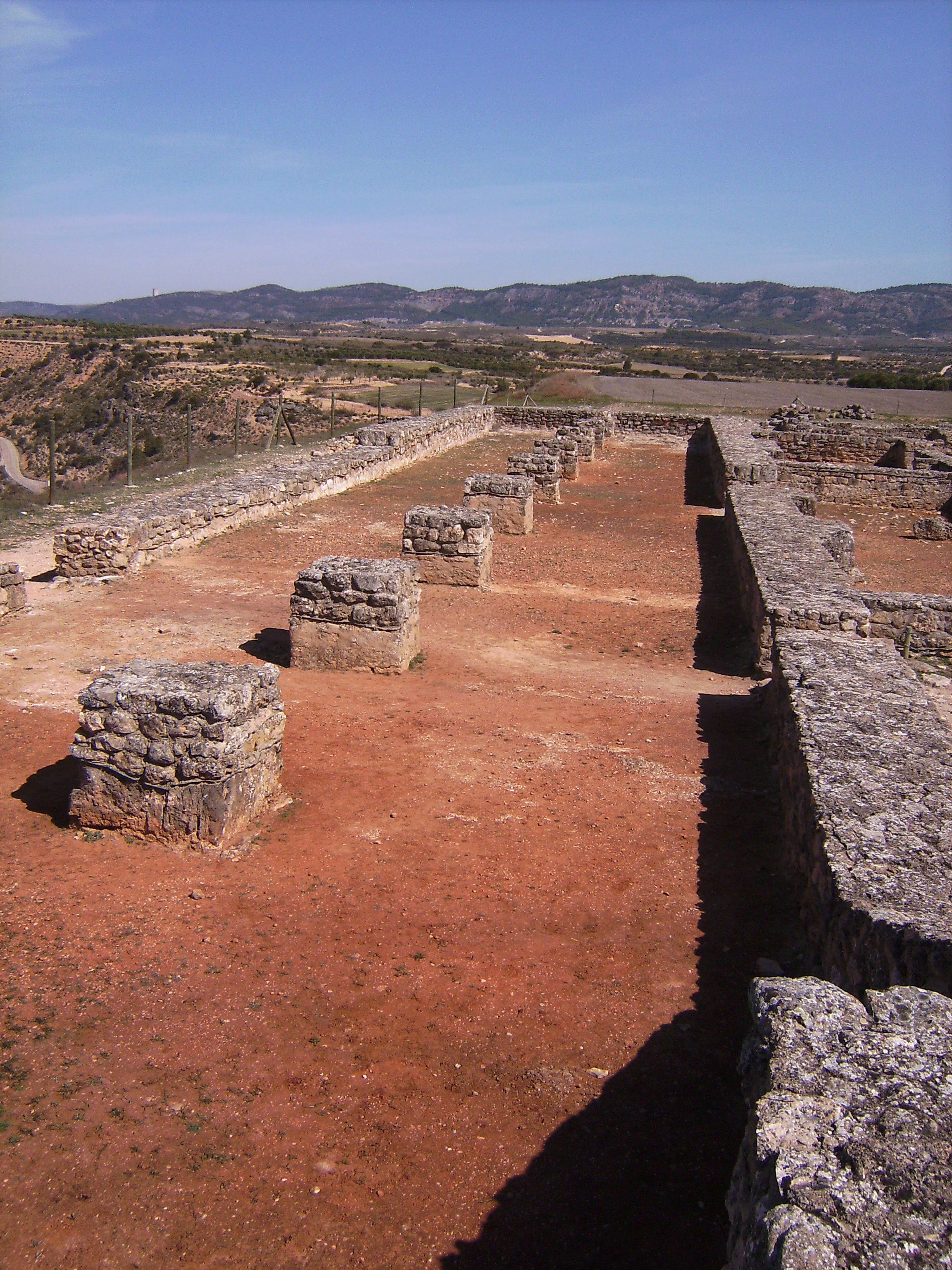
Palácio de Recópolis, Espanha

As escavações de 1966 perto da basílica, evidenciaram uma outra construção de grandes dimensões (34,2 x 12,6 metros) e de planta retangular. Há uma grande sala de duas naves com sete pilares centrais, mais duas salas alongadas ao lado dessa e enfim, num extremo, duas salas e um corredor com acesso para o exterior. Foram encontrados entre outros, vários capiteis de tipo jónico e um de tipo Coríntio. Por isso tanto a qualidade da construção, e a planta, muita parecida com a planta do palácio visigodo de Recópolis, faz pensar que se trata dum palácio suevo. A destruição violenta do mesmo edifício, talvez em 585 durante a conquista do reino suevo pelos visigodos, conforta essa ideia.

## Castelo medieval
Há 46 referências escritas entre 900 e 1147 da presença dum castelo no Monte da Falperra, embora nenhuma estrutura ainda fosse descoberta. Poderá, no entanto, ser um simples Castelo roqueiro cujo raros vestígios serão difíceis de encontrar.

## Escavações
- 1899 - Escavações arqueológicas do castro dirigidas por Albano Belino;
- 1953 / 1956 - escavações arqueológicas dirigidas pelo Pe. Arlindo da Cunha e Russel Cortez;
- 1966 / 1968 - escavações arqueológicas dirigidas por  D. Domingos de Pinho Brandão e J.J. Rigaud de Sousa;
- 1973 / 1974 - escavações arqueológicas dirigidas pelo Pe. Arlindo da Cunha;
- 1984 / 1985 - escavações arqueológicas da responsabilidade de Manuela Martins da Unidade de Arqueologia da Universidade do Minho.[3]

Em 1899, Albino Belino foi o primeiro que teve interesse em explorar esse lugar. As escavações de 1973 detetaram um grande número de sepulturas romanas de incineração com muito espólio, ainda naquele espaço do topo do monte. As escavações de 1984 / 1985 identificaram níveis datados do Bronze Final circunscritos à plataforma superior do monte. A estação está por enquanto em completo estado de abandono, mas a Câmara Municipal de Braga quer recupera-la, e em 2021 foi elaborado um plano para tal.
Nas proximidades encontra-se a capela de Santa Marta das Cortiças e o monumento de Nossa Senhora da Assunção.